# جاذبه‌های گردشگری استان خراسان رضوی
در فهرست زیر از اماکن تاریخی، باستانی و گردشگری استان خراسان رضوی، گردآوردی شده‌است.

آرامگاه فردوسی، توس

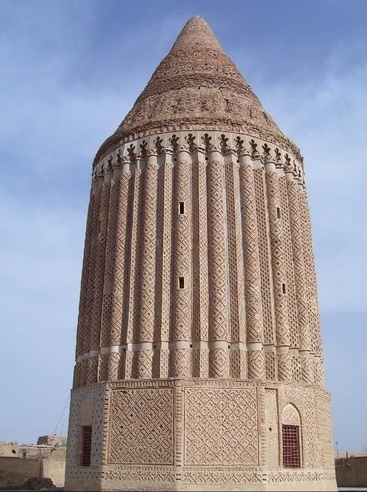
برج علی‌آباد، بردسکن

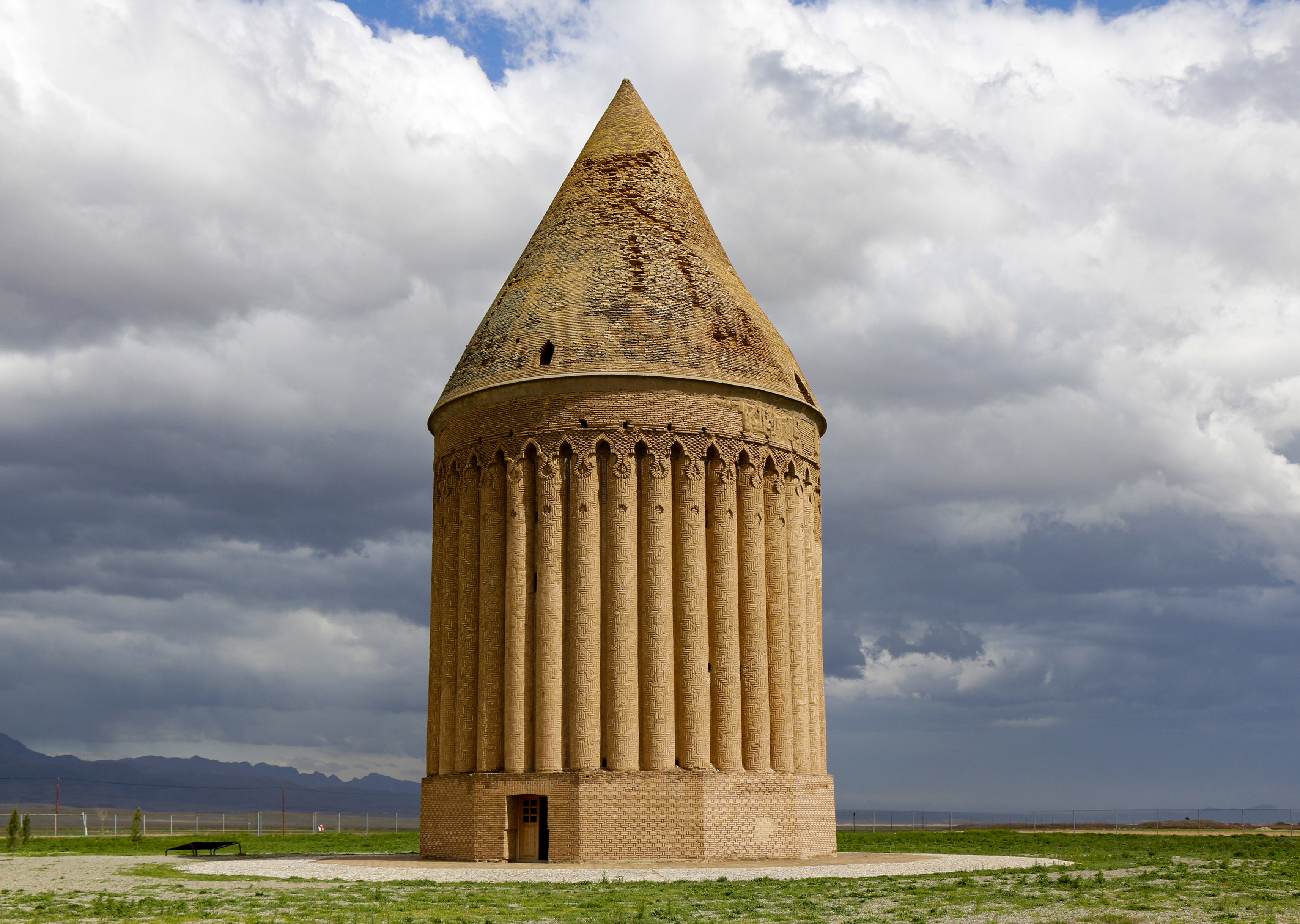
برج رادکان، رادکان

برج فیروزآباد، بردسکن

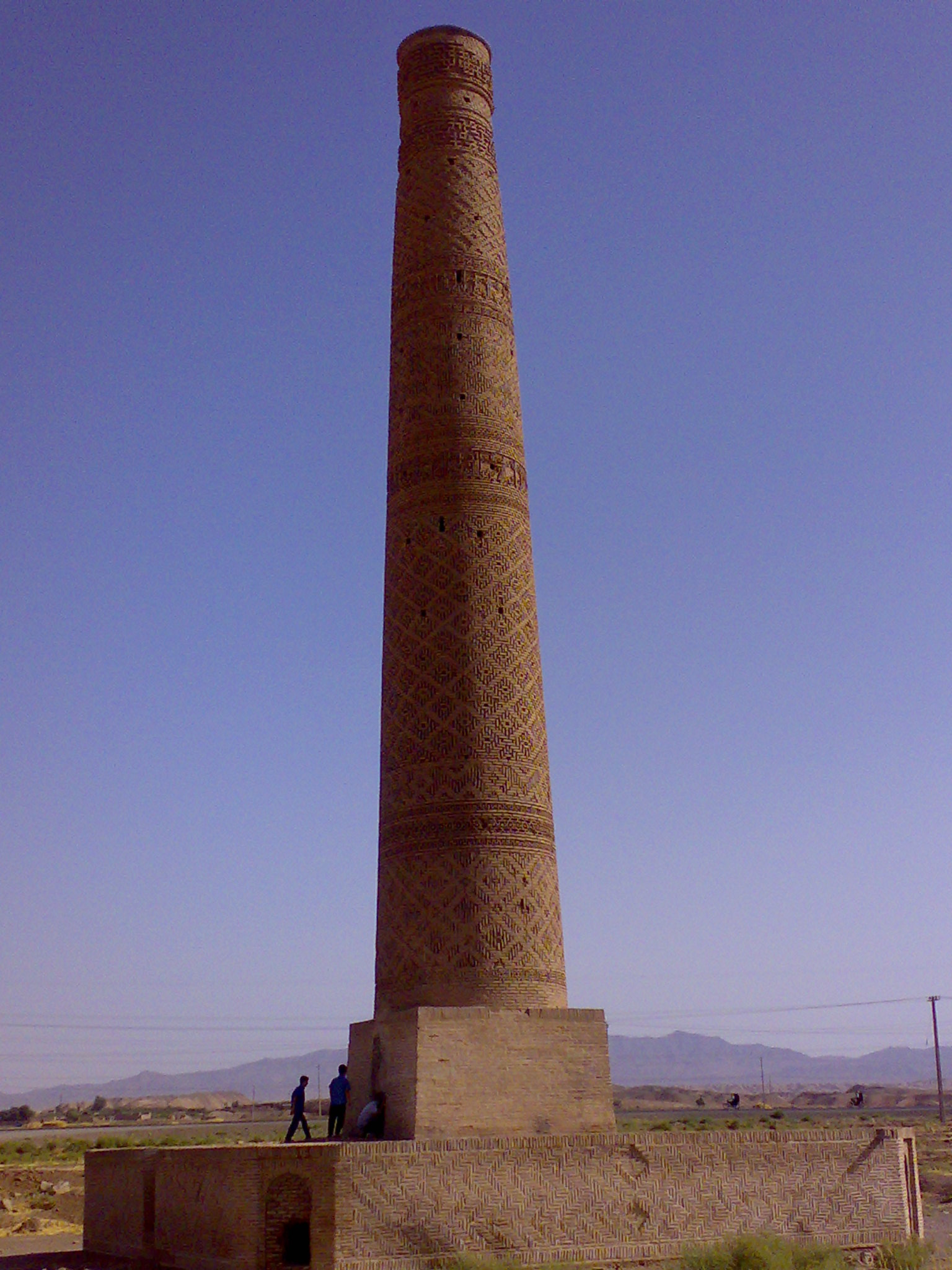
مناره خسروگرد، سبزوار

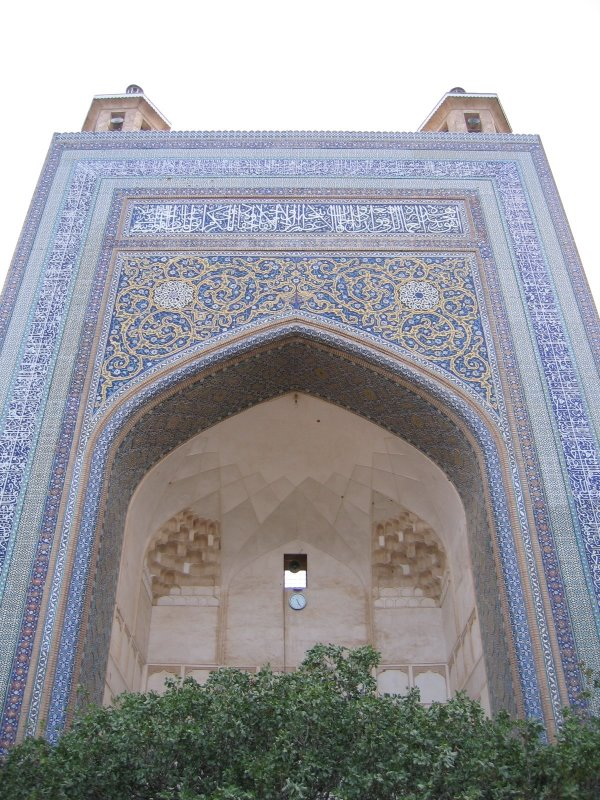
آرامگاه احمد جامی، تربت جام

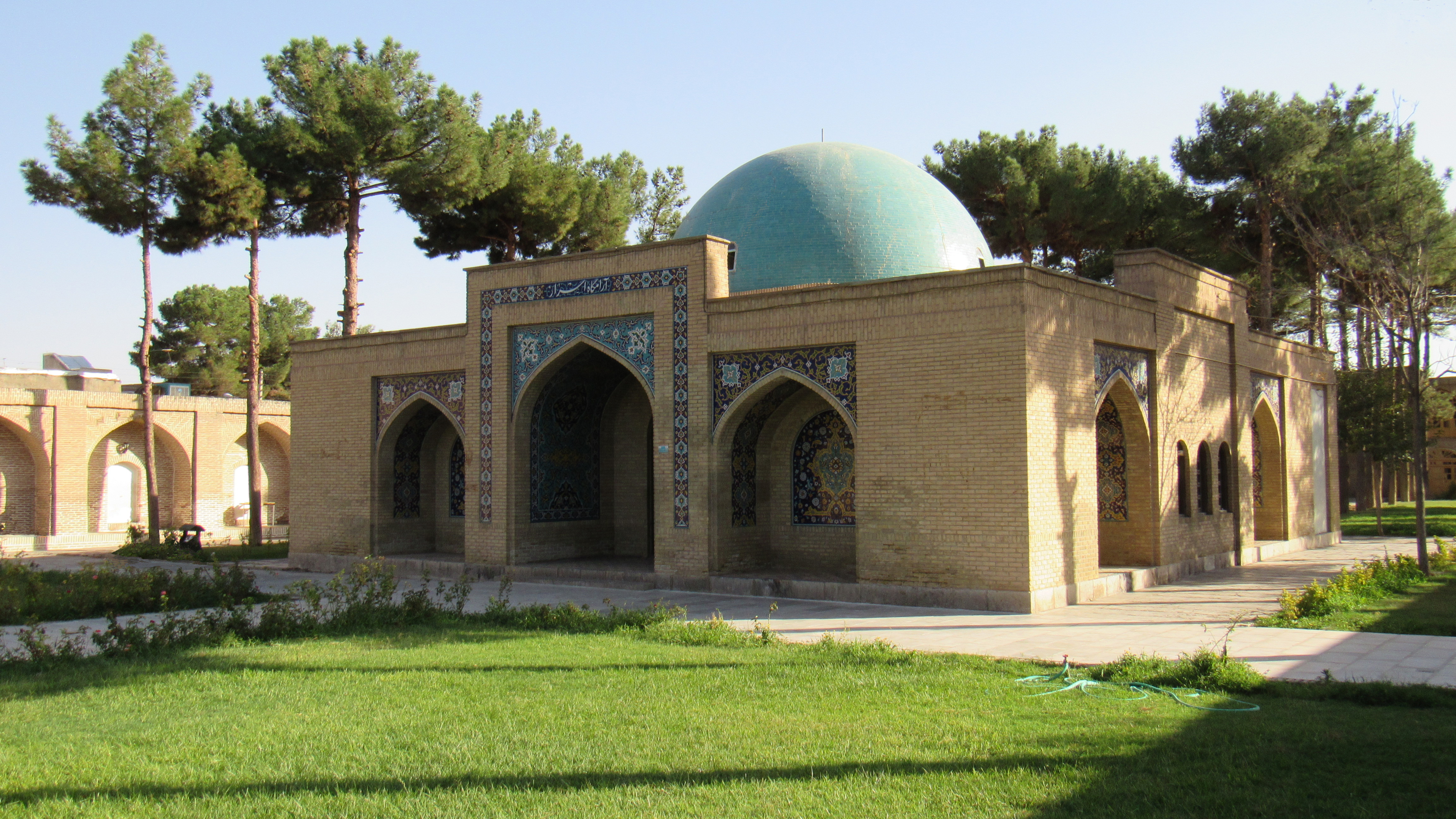
آرامگاه اسرار، سبزوار

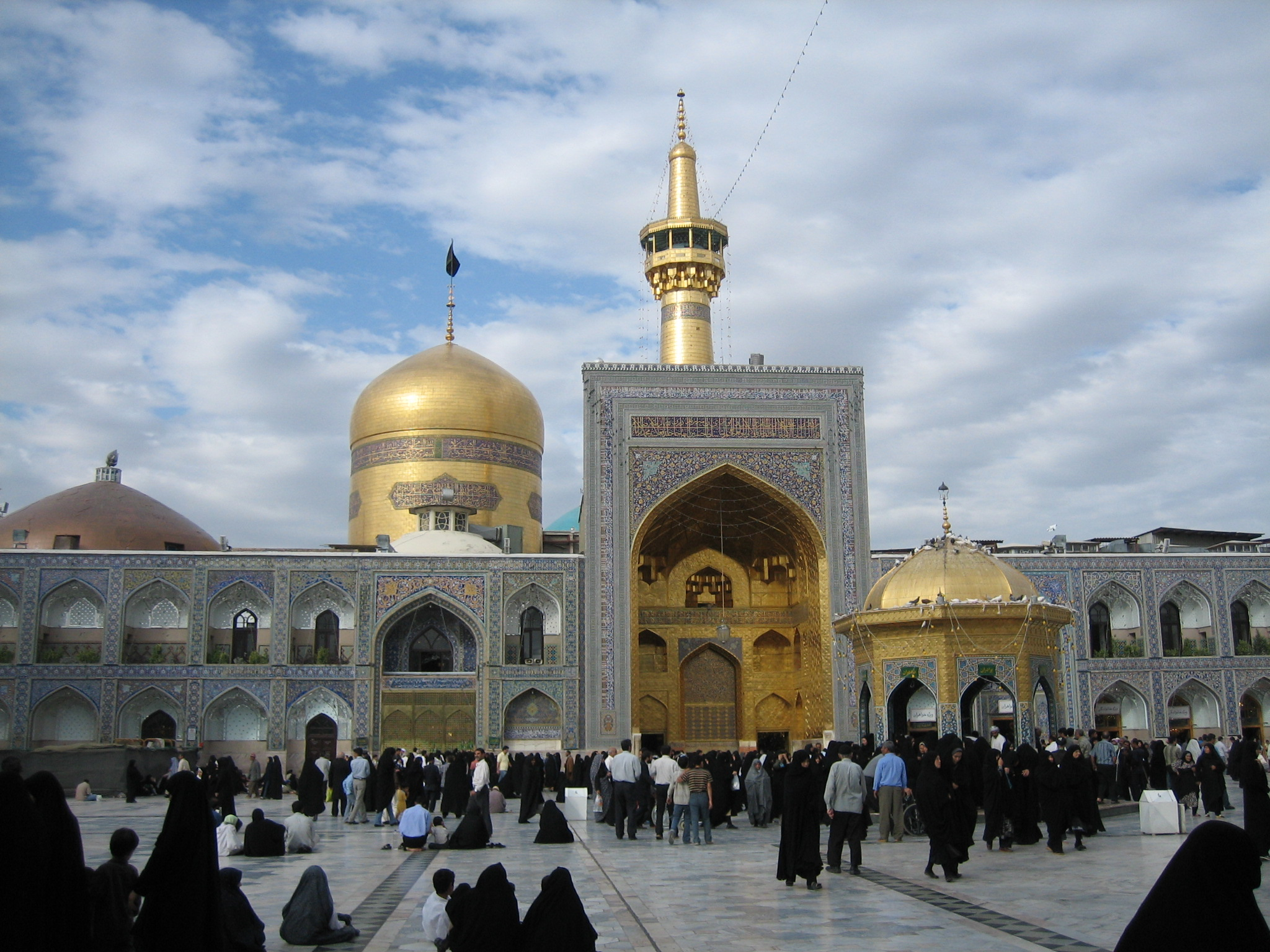
حرم علی بن موسی‌الرضا، مشهد

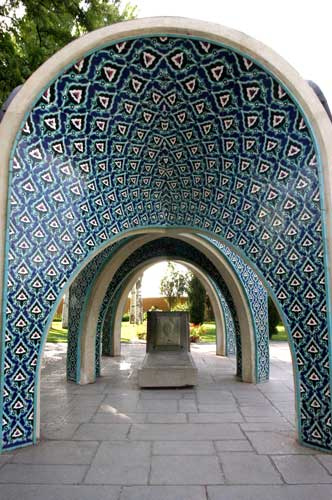
آرامگاه کمال الملک، نیشابور

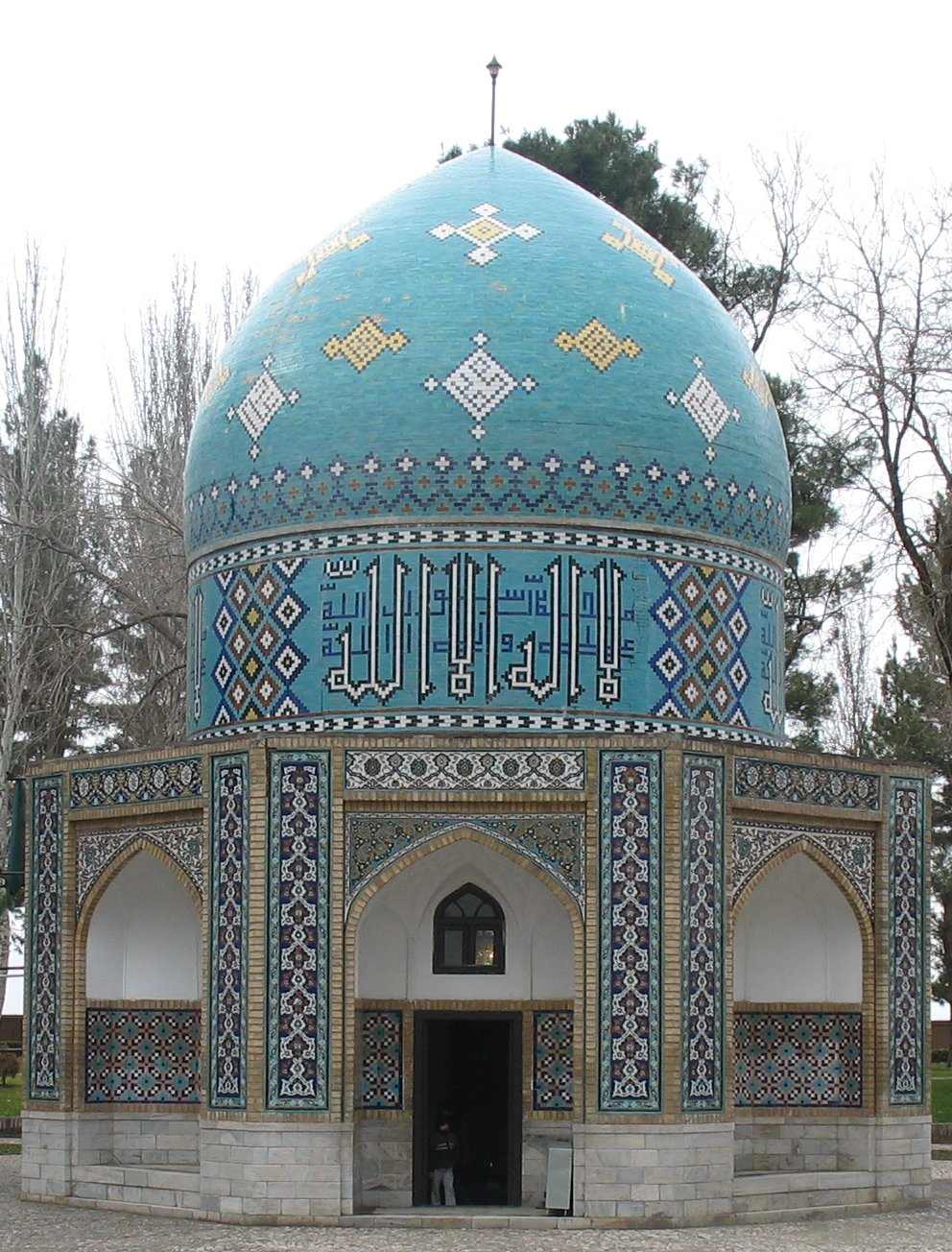
آرامگاه عطارنیشابوری، نیشابور

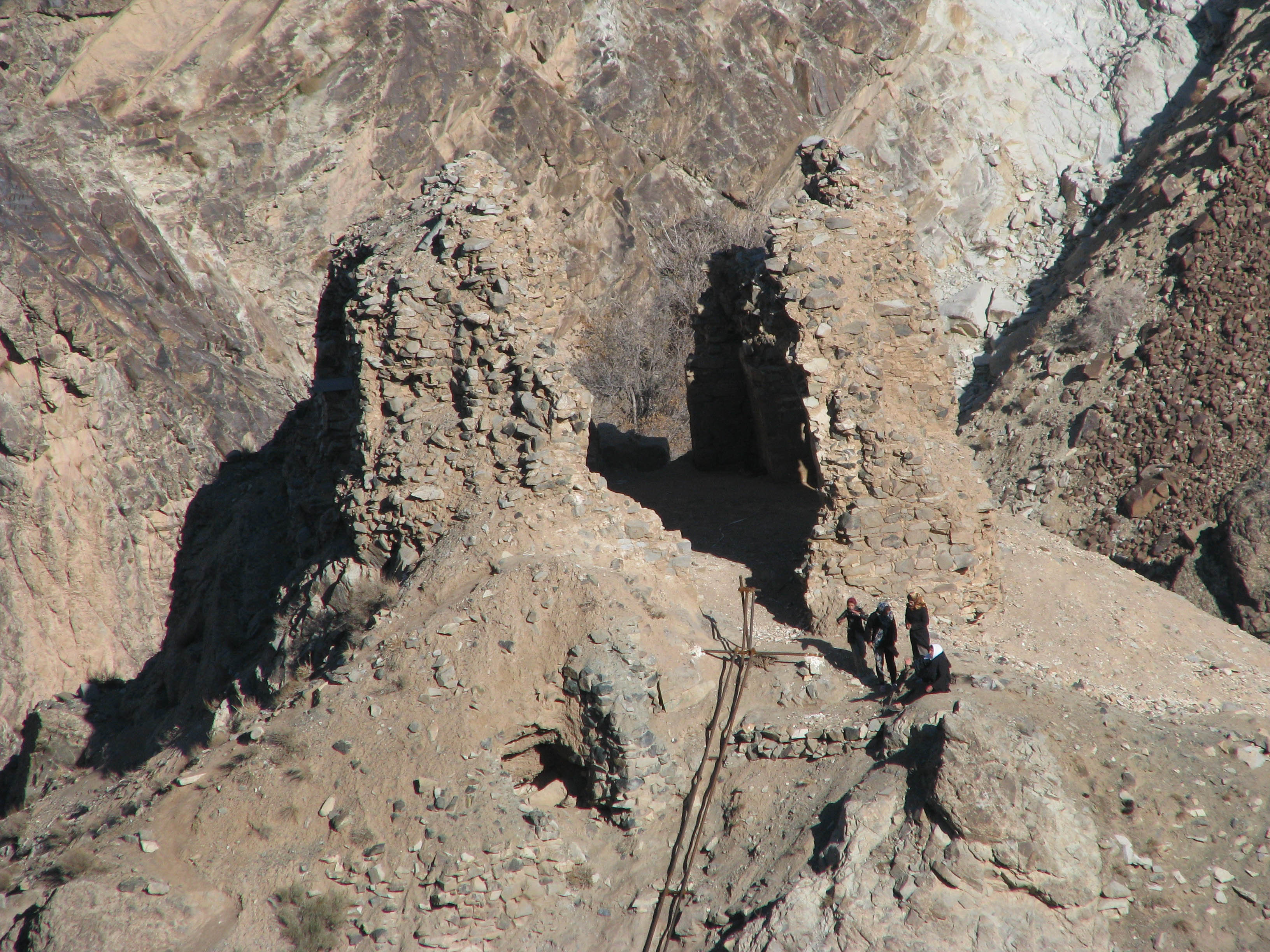
چهارتاقی خانه دیو، داورزن

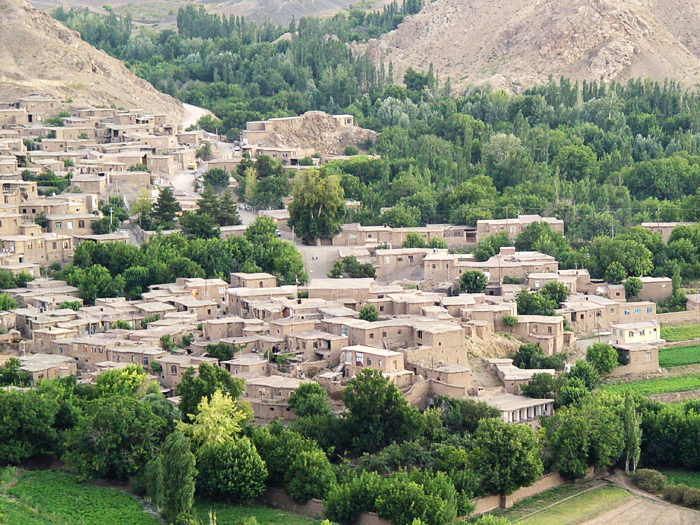
روستای طبس، سبزوار

روستای ریشخوار، درگز

عرب چاه، درگز

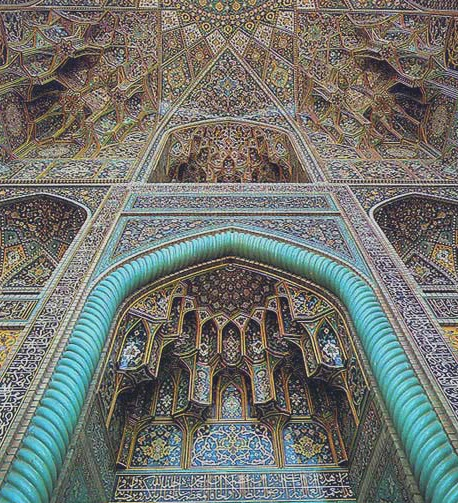
مسجد جامع گوهرشاد، مشهد

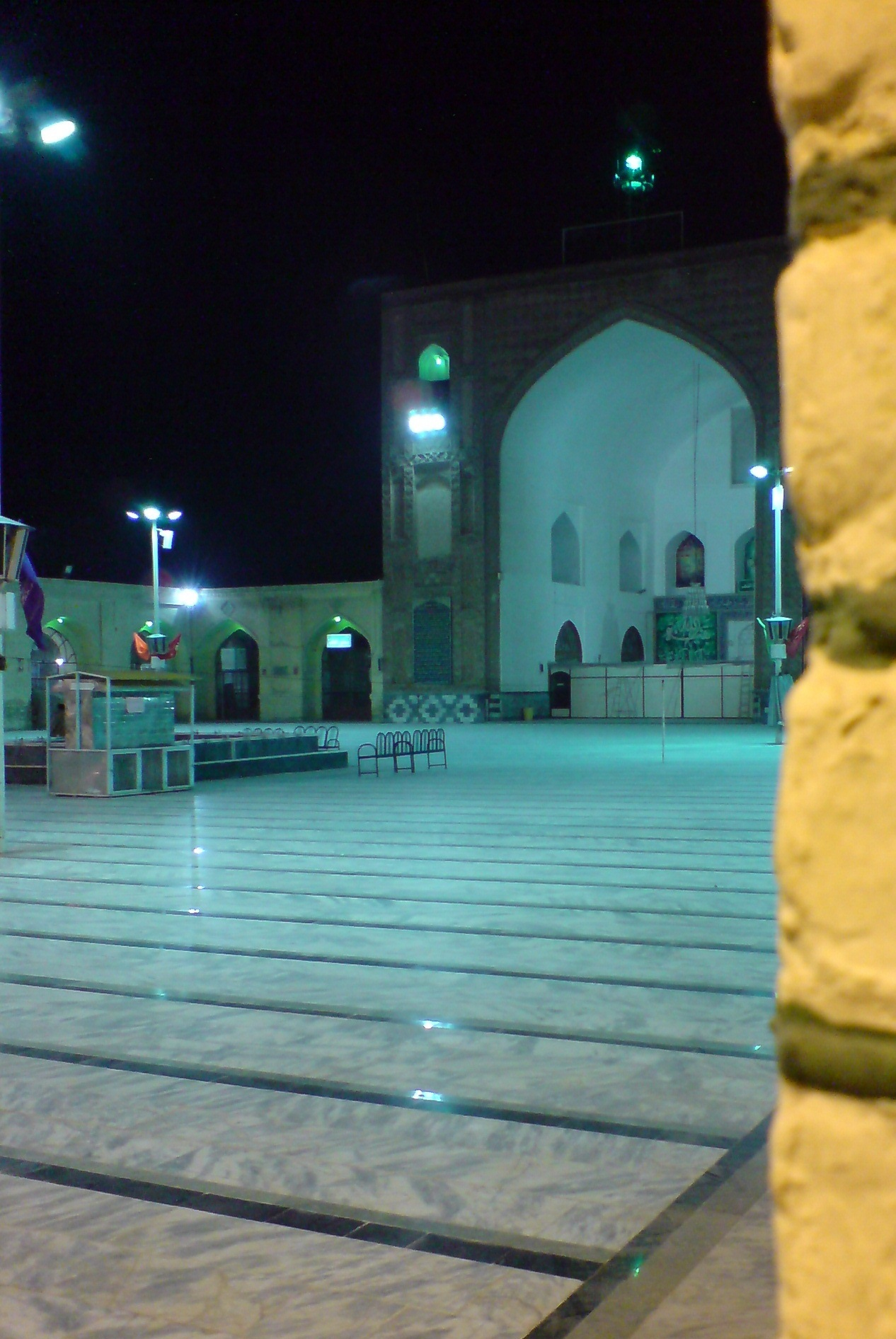
مسجد جامع نیشابور، نیشابور

## آ
- آب‌انبار باب الحکم
- آب‌انبار خرم آباد
- آب‌انبار رکن‌آباد
- آب‌انبار روستای کوشه
- آب‌انبار سید باقر
- آب‌انبار قوژد آباد
- آب‌انبار نیشابور
- آبشار اخلمد
- آبشار قره سو کلات نادر
- آتشکده آذربرزین‌مهر
- آرامگاه امامزاده حسین اصغر
- آرامگاه امامزاده شعیب
- آرامگاه امامزاده یحی
- آرامگاه ابوالقاسم کورکانی
- آرامگاه ابوسعید ابوالخیر
- آرامگاه شیخ الاسلام احمد جام
- آرامگاه امامزاده غریب
- آرامگاه بانو بی بی شطیطه
- آرامگاه بانو بی بی صالحه
- آرامگاه بیهقی
- آرامگاه حیدریغما
- آرامگاه خواجه حسام
- آرامگاه خواجه عبدالله
- آرامگاه خواجه ربیع
- آرامگاه سعید بن سلام مغربی
- آرامگاه شاه قاسم انوار
- آرامگاه شاهزاده قاسم
- آرامگاه شیخ زین‌الدین ابوبکر تایبادی
- آرامگاه عطار نیشابوری
- آرامگاه عمر خیام
- آرامگاه فردوسی
- آرامگاه فضل بن شاذان
- آرامگاه قطب‌الدین حیدر
- آرامگاه کردوخان
- آرامگاه کمال‌الملک
- آرامگاه نادرشاه
- اردوگاه فرامرزی شهید رجایی
- آرامگاه علی بن موسی الرضا
- زیارتگاه سید حسن مدرس
- امامزاده سید مرتضی
- امامزاده سیدحمزه کاشمر
- امامزاده سید محمد (کاشمر)
- آرامگاه لقمان عارف
- آرامگاه حاج ملا هادی سبزواری

## الف
- آبگرم و آبشار کریز
- آبشار اخلمد
- آبشار ارتکند
- ارگ اسحاق آباد
- امامزاده محمد دیباج
- امامزاده حسین اصغر
- افلاک‌نمای خیام

## ب
- بندیان درگز
- بازار امام رضا
- بازار تاریخی نیشابور
- بخش باستانی خسروآباد
- برج آسیاب
- برج فیروزآباد شهرستان بردسکن
- برج علی‌آباد شهرستان بردسکن
- برج رادکان
- برج کرات
- برج نادری
- بقایای شهر کهن نیشابور
- بقعه ابوالمعجن
- بقعه امامزاده محمد محروق

بقعه علامه شهرستانی درگز
- بنای قدمگاه
- بنای گنبد کلیدر
- بند گلستان
- باغ ملی
- باغ ملی تربت حیدریه

## پ
- پارک ملت (مشهد)
- پارک ملی تندوره درگز
- پلکان نادری
- پارک وکیل‌آباد
- غار پرده رستم گلبهار
- پل خاتون
- پارک خطی سید مرتضی

## ت
- تپه ترباباد
- تپه نوروز
- تپه خاخیان
- تپه صاحبجان
- تپه غازان بیک
- تپه یوخار قلعه

## چ
- چشمه گیلاس
- چهل میر

## خ-ژ
- خانه دیو
- خانه امین‌الاسلامی
- خانه شازده
- خواجه مراد
- دژ باستانی بازه چنار
- دهکده چوبین نیشابور
- دریاچه بزنگان
- دریاچه مصنوعی سنجاقک گلبهار
- زیارتگاه سید قاضی سلطان درگز
- زیارتگاه علی بلاغ
- رباط خرو
- رباط نیشابور
- رباط قدمگاه
- رباط قلعه وزیر
- کاروانسرای رباط شرف
- جا غرق
- روستای طبس
- روستای رود معجن

## ش-گ
- سردابهٔ ماروسک
- شادیاخ
- شهر باستانی خرگرد
- طرقبه
- غار آتشگاه
- غار سیربردسکن
- غار مغان
- قلعه دختر دهنهٔ حیدری
- قلعه دمیرخان
- قلعه گبری تربت جام
- قلعه گوش‌لاغر
- کاروانسرای ریوند
- کاروانسرای شاه‌عباسی تایباد
- کاروانسرای شاه‌عباسی فخرآباد
- کوشک سلامی
- کاهک
- کاروانسرای شوریاب
- گور ابراهیم ادهم
- کوهسنگی
- گرمابه قدیمی تربت حیدریه
- گنبد فیروزشاهی
- گور ابراهیم ادهم

## ق-م-ی
- قلعه آتشگاه
- قلعه بزنجرد
- قلعه ریگ
- قلعه کندر
- قنات قصبه
- مجموعه تاریخی خواجه عزیزالله
- مجموعه تاریخی عباس‌آباد
- محوطه شهر خراب درگز
- مدرسه گلشن
- مدرسه علمیه حاج سلطان
- مزار شاه سنجان
- مزار شهمیر
- مسجد جامع کاشمر
- مسجد جامع قدیم بردسکن
- مسجد جامع گناباد
- مسجد جامع پیشین
- مسجد جامع نیشابور
- مسجد زیرک‌آباد
- مسجد گوهرشاد
- محوطه دزد
- موزه باستانی نیشابور
- موزه باغ ملک‌آباد
- موزه تاریخ طبیعی نیشابور
- موزه تمبر (مشهد)
- موزه خیام
- موزه شادیاخ
- موزه قرآن (مشهد)
- موزه قوچان
- هفت غار
- شاندیز
- مناره خسروگرد
- موزه مردم شناسی
- یخدان کوثر